# Oldberrow
Oldberrow is een civil parish in het bestuurlijke gebied Stratford on Avon, in het Engelse graafschap Warwickshire met 267 inwoners.